# Desnudo sentado en un diván (Modigliani)
Desnudo sentado en un diván o la Bella mujer romana   es una obra de Amedeo Modigliani pintada al óleo sobre lienzo con unas dimensiones de 100 x 60 cm. Datado en 1917, actualmente se encuentra en una colección privada. 

## Antecedentes
Desnudo sentado en el diván fue uno de los varios desnudos que Modigliani pintó entre los años 1916 a 1919. Esta serie de desnudos, que se encuentra entre sus más conocidos trabajos,  fue un encargo de su agente y amigo Leopold Zborowski, el cual cedió el uso de su apartamento al artista y le proporcionó modelos y material de pintura, pagándole además entre 15 y 20 francos por cada día de trabajo.
Modigliani tan solo expuso sus obras al público en una ocasión. Fue en París en 1917 y la exposición tuvo que ser cerrada por la policía el mismo día de su apertura por indecencia y escándalo público. Entre las obras expuestas había al menos cuatro de estos desnudos y lo más probable es que Desnudo sentado en el diván fuera uno de ellos.
En 1999 el cuadro fue vendido en la galería Sotheby's por 16,7$ millones batiendo el récord hasta la fecha para un cuadro de Modigliani. 
Pero en noviembre de 2010, en Nueva York, el récord fue ampliamente superado al venderse por 68,9$ millones.

## Descripción y estilo
La obra muestra a una mujer cubierta parcialmente, sentada con la piernas cruzadas y perfilada sobre un cálido fondo rojo.
Abstractos y a la vez eróticamente detallados, los desnudos de Modigliani exhiben un formal encanto que recuerdan a las figuras desnudas del Renacimiento italiano al tiempo que despersonaliza el asunto de su sexualidad. Ellas "ejemplifican su posición entre la tradición y el modernismo". Los desnudos de este periodo son "representados de forma audaz, con la única débil sugerencia de su pose... ni recatada ni provocativa, son representadas con un alto grado de objetividad. Sin embargo, el grosor uniforme y áspero en la aplicación de la pintura, como si lo aplicara la mano de un escultor, está más interesado en la masiva y visceral percepción del cuerpo de la mujer que en la excitación y recreación de la palpable piel traslucida",
"La permisividad de las modelos y la accesibilidad a ellas del artista  denota que estos óleos fueron pintados después del coito, la mujer continúa ruborizada y con una laxa expresión".